# 莫哈德夫布爾烏帕齊拉
莫哈德夫布爾乌帕齐拉是孟加拉国瑙岡縣的一个乌帕齐拉，位於拉傑沙希专区的瑙岡縣。。

## 人口
據1991年孟加拉國人口普查，莫哈德夫布爾共有戶數76,089戶，人口292589人。其中男性佔比51.06%，女性佔比48.94%；成年人口198,322人。該地7歲以上人口之平均識字率為27.8%，低於全國平均值（32.4%）。